# Mistrzostwa Ibero-Amerykańskie w Lekkoatletyce 2022
19. Mistrzostwa Ibero-Amerykańskie w Lekkoatletyce – zawody lekkoatletyczne, które odbyły się w dniach 20-22 maja 2022 w La Nucia.

## Rezultaty

### Mężczyźni
| Konkurencja                   | 1. miejsce                                                                       | Wynik     | 2. miejsce                                                                            | Wynik     | 3. miejsce                                                                           | Wynik     |
| ----------------------------- | -------------------------------------------------------------------------------- | --------- | ------------------------------------------------------------------------------------- | --------- | ------------------------------------------------------------------------------------ | --------- |
| Bieg na 100 m                 | Shainer Rengifo Montoya                                                          | 10,15     | Felipe Bardi dos Santos                                                               | 10,26     | Franco Florio                                                                        | 10,31     |
| Bieg na 200 m                 | Alexander Ogando                                                                 | 20,27     | Yancarlos Martínez                                                                    | 20,60     | Shainer Rengifo Montoya                                                              | 21,01     |
| Bieg na 400 m                 | Lidio Andrés Feliz                                                               | 44,64     | Luguelín Santos                                                                       | 45,50     | Elián Larregina                                                                      | 45,78     |
| Bieg na 800 m                 | Álvaro de Arriba                                                                 | 1:45,19   | José Maita                                                                            | 1:46,22   | José Carlos Pinto                                                                    | 1:46,61   |
| Bieg na 1500 m                | Isaac Nader                                                                      | 3:43,86   | José Zabala                                                                           | 3:44,55   | Pol Moya                                                                             | 3:44,64   |
| Bieg na 5000 m                | Carlos Mayo                                                                      | 13:51,12  | Carlos Díaz                                                                           | 13:51,97  | Marcos Molina                                                                        | 13:52,50  |
| Półmaraton                    | Luis Ostos                                                                       | 1:04:46   | Jesús Poblete                                                                         | 1:04:47   | Jorge Blanco                                                                         | 1:05:26   |
| Bieg na 3000 m z przeszkodami | Gonzalo Parra                                                                    | 8:34,85   | Nahuel Carabaña                                                                       | 8:35,19   | Marcos Molina                                                                        | 8:35,40   |
| Bieg na 110 m przez płotki    | Rafael Pereira                                                                   | 13,47     | Daniel Cisneros                                                                       | 13,53     | Eduardo de Deus                                                                      | 13,53     |
| Bieg na 400 m przez płotki    | Gerald Drummond                                                                  | 48,87     | Juander Santos                                                                        | 49,74     | Jesús Delgado                                                                        | 49,82     |
| Sztafeta 4 × 100 m            | Hiszpania Bernat Canet · Jesús Gómez · Daniel Rodríguez · Sergio López           | 39,03     | Dominikana Christopher Valdez · Alexander Ogando · José González · Yancarlos Martínez | 39,19     | Brazylia Gabriel Luiz Boza · Felipe Bardi dos Santos · Erik Cardoso · Lucas da Silva | 39,32     |
| Sztafeta 4 × 400 m            | Dominikana Robert King · Alexander Ogando · Luguelín Santos · Lidio Andrés Feliz | 3:00,98   | Hiszpania Iñaki Cañal · Samuel García · Óscar Husillos · Manuel Guijarro              | 3:04,05   | Portugalia João Coelho · José Carlos Pinto · Ricardo dos Santos · Mauro Pereira      | 3:07,23   |
| Chód na 10 000 m              | Álvaro Martín                                                                    | 39:24,10  | Caio Bonfim                                                                           | 39:57,59  | César Augusto Rodríguez                                                              | 40:13,10  |
| Skok wzwyż                    | Edgar Rivera                                                                     | 2,26      | Thiago Moura                                                                          | 2,26      | Fernando Ferreira                                                                    | 2,21      |
| Skok o tyczce                 | Didac Salas                                                                      | 5,40      | Rubem Miranda                                                                         | 5,35      | Germán Chiaraviglio                                                                  | 5,30      |
| Skok w dal                    | Eusebio Cáceres                                                                  | 8,05      | Maykel Massó                                                                          | 8,03      | Héctor Santos                                                                        | 7,97      |
| Trójskok                      | Lázaro Martínez                                                                  | 17,30     | Marcos Ruiz                                                                           | 16,94     | Tiago Luis Pereira                                                                   | 16,71     |
| Pchnięcie kulą                | Darlan Romani                                                                    | 21,70     | Welington Morais                                                                      | 20,78     | Tsanko Arnaudov                                                                      | 20,43     |
| Rzut dyskiem                  | Lucas Nervi                                                                      | 60,58     | Wellinton da Cruz Filho                                                               | 57,09     | Emanuel Sousa                                                                        | 56,68     |
| Rzut młotem                   | Javier Cienfuegos                                                                | 74,70     | Gabriel Kehr                                                                          | 74,61     | Humberto Mansilla                                                                    | 73,14     |
| Rzut oszczepem                | Leandro Ramos                                                                    | 81,37     | Pedro Henrique Rodrigues                                                              | 80,74     | Luiz Mauricio da Silva                                                               | 80,41     |
| Dziesięciobój                 | Gerson Izaguirre                                                                 | 7827 pkt. | Edgar Campré                                                                          | 7729 pkt. | Bruno Comin                                                                          | 7668 pkt. |

### Kobiety
| Konkurencja                   | 1. miejsce                                                                      | Wynik     | 2. miejsce                                                                          | Wynik     | 3. miejsce                                                                           | Wynik         |
| ----------------------------- | ------------------------------------------------------------------------------- | --------- | ----------------------------------------------------------------------------------- | --------- | ------------------------------------------------------------------------------------ | ------------- |
| Bieg na 100 m                 | Vitória Cristina Rosa                                                           | 11,22     | Lorène Bazolo                                                                       | 11,36     | María Isabel Pérez                                                                   | 11,48         |
| Bieg na 200 m                 | Vitória Cristina Rosa                                                           | 23,53     | Lorène Bazolo                                                                       | 23,67     | Lorraine Martins                                                                     | 23,80         |
| Bieg na 400 m                 | Marileidy Paulino                                                               | 49,49     | Fiordaliza Cofil                                                                    | 50,64     | Roxana Gómez                                                                         | 51,03         |
| Bieg na 800 m                 | Déborah Rodríguez                                                               | 2:02,53   | Daniela García                                                                      | 2:03,65   | Patrícia Silva                                                                       | 2:04,23       |
| Bieg na 1500 m                | Solange Pereira                                                                 | 4:15,87   | Agueda Muñoz                                                                        | 4:16,42   | Salomé Afonso                                                                        | 4:17,35       |
| Bieg na 5000 m                | Joselyn Brea                                                                    | 16:08,83  | Fedra Luna                                                                          | 16:09,96  | Lucía Rodríguez                                                                      | 16:10,08      |
| Półmaraton                    | Florencia Borelli                                                               | 1:11:59   | Daiana Ocampo                                                                       | 1:13:13   | Marta Galimany                                                                       | 1:13:23       |
| Bieg na 3000 m z przeszkodami | Belén Casetta                                                                   | 9:29,60   | Irene Sánchez-Escribano                                                             | 9:37,08   | Tatiane Raquel da Silva                                                              | 9:42,06       |
| Bieg na 100 m przez płotki    | Greisys Roble                                                                   | 12,93     | Keily Linet Pérez                                                                   | 13,01     | Paola Vázquez                                                                        | 13,05         |
| Bieg na 400 m przez płotki    | Melissa Gonzalez                                                                | 54,87     | Sara Gallego                                                                        | 55,56     | Grace Claxton                                                                        | 55,66         |
| Sztafeta 4 × 100 m            | Dominikana Martha Méndez · Marileidy Paulino · Anabel Medina · Fiordaliza Cofil | 43,81     | Portugalia Patrícia Rodrigues · Rosalina Santos · Olimpia Barbosa · Lorène Bazolo   | 44,82     | nie przyznano                                                                        | nie przyznano |
| Sztafeta 4 × 400 m            | Hiszpania Berta Segura · Eva Santidrián · Carmen Avilés · Sara Gallego          | 3:31,72   | Brazylia Tábata de Carvalho · Liliane Parrela · Chayenne da Silva · Tiffani Marinho | 3:32,50   | Dominikana Mariana Pérez · Evelin del Carmen · Franshina Martínez · Fiordaliza Cofil | 3:33,41       |
| Chód na 10 000 m              | Laura García-Caro                                                               | 43:33,72  | Kimberly García                                                                     | 43:41,50  | Ana Cabecinha                                                                        | 44:23,69      |
| Skok wzwyż                    | Marysabel Senyu                                                                 | 1,87      | Valdileia Martins                                                                   | 1,84      | Jennifer Rodríguez                                                                   | 1,84          |
| Skok o tyczce                 | Monica Clemente                                                                 | 4,30      | Juliana Campos                                                                      | 4,30      | Malen Ruiz de Azua                                                                   | 4,25          |
| Skok w dal                    | Fátima Diame                                                                    | 6,65      | Evelise Veiga                                                                       | 6,55      | Yuliana Angulo                                                                       | 6,48          |
| Trójskok                      | Leyanis Pérez                                                                   | 14,58     | Liadagmis Povea                                                                     | 14,41     | Patricia Sarrapio                                                                    | 13,71         |
| Pchnięcie kulą                | Jessica Inchude                                                                 | 18,07     | María Belén Toimil                                                                  | 17,85     | Rosa Ramírez                                                                         | 17,60         |
| Rzut dyskiem                  | Yaimé Pérez                                                                     | 62,06     | Karen Gallardo                                                                      | 59,39     | Andressa de Morais                                                                   | 58,33         |
| Rzut młotem                   | Laura Redondo                                                                   | 68,68     | Mariana Marcelino                                                                   | 64,51     | Mayra Gaviria                                                                        | 64,44         |
| Rzut oszczepem                | Yuleisy Angulo                                                                  | 60,91     | Flor Ruíz                                                                           | 60,52     | Jucilene de Lima                                                                     | 57,86         |
| Siedmiobój                    | Martha Valeria Araujo                                                           | 5951 pkt. | Ana Camila Pirelli                                                                  | 5808 pkt. | Alysbeth Félix                                                                       | 5666 pkt.     |

## Klasyfikacja medalowa
Kolorem niebieskim oznaczono kraj organizujący mistrzostwa.
| Miejsce | Państwo    | Złoto | Srebro | Brąz | Razem |
| ------- | ---------- | ----- | ------ | ---- | ----- |
| 1.      | Hiszpania  | 14    | 8      | 9    | 31    |
| 2.      | Dominikana | 6     | 5      | 2    | 13    |
| 3.      | Kuba       | 5     | 3      | 2    | 10    |
| 4.      | Brazylia   | 4     | 10     | 8    | 22    |
| 5.      | Portugalia | 3     | 6      | 8    | 17    |
| 6.      | Argentyna  | 2     | 4      | 5    | 11    |
| 7.      | Kolumbia   | 2     | 1      | 2    | 5     |
| 8.      | Wenezuela  | 2     | 1      | 0    | 3     |
| 9.      | Chile      | 1     | 3      | 1    | 5     |
| 10.     | Peru       | 1     | 1      | 1    | 3     |
| 11.     | Ekwador    | 1     | 0      | 1    | 2     |
| 12.     | Kostaryka  | 1     | 0      | 0    | 1     |
| 12.     | Meksyk     | 1     | 0      | 0    | 1     |
| 12.     | Urugwaj    | 1     | 0      | 0    | 1     |
| 15.     | Andora     | 0     | 1      | 1    | 2     |
| 16.     | Paragwaj   | 0     | 1      | 0    | 1     |
| 17.     | Portoryko  | 0     | 0      | 3    | 3     |
| Razem   | Razem      | 44    | 44     | 43   | 131   |